# Мис Вільямс

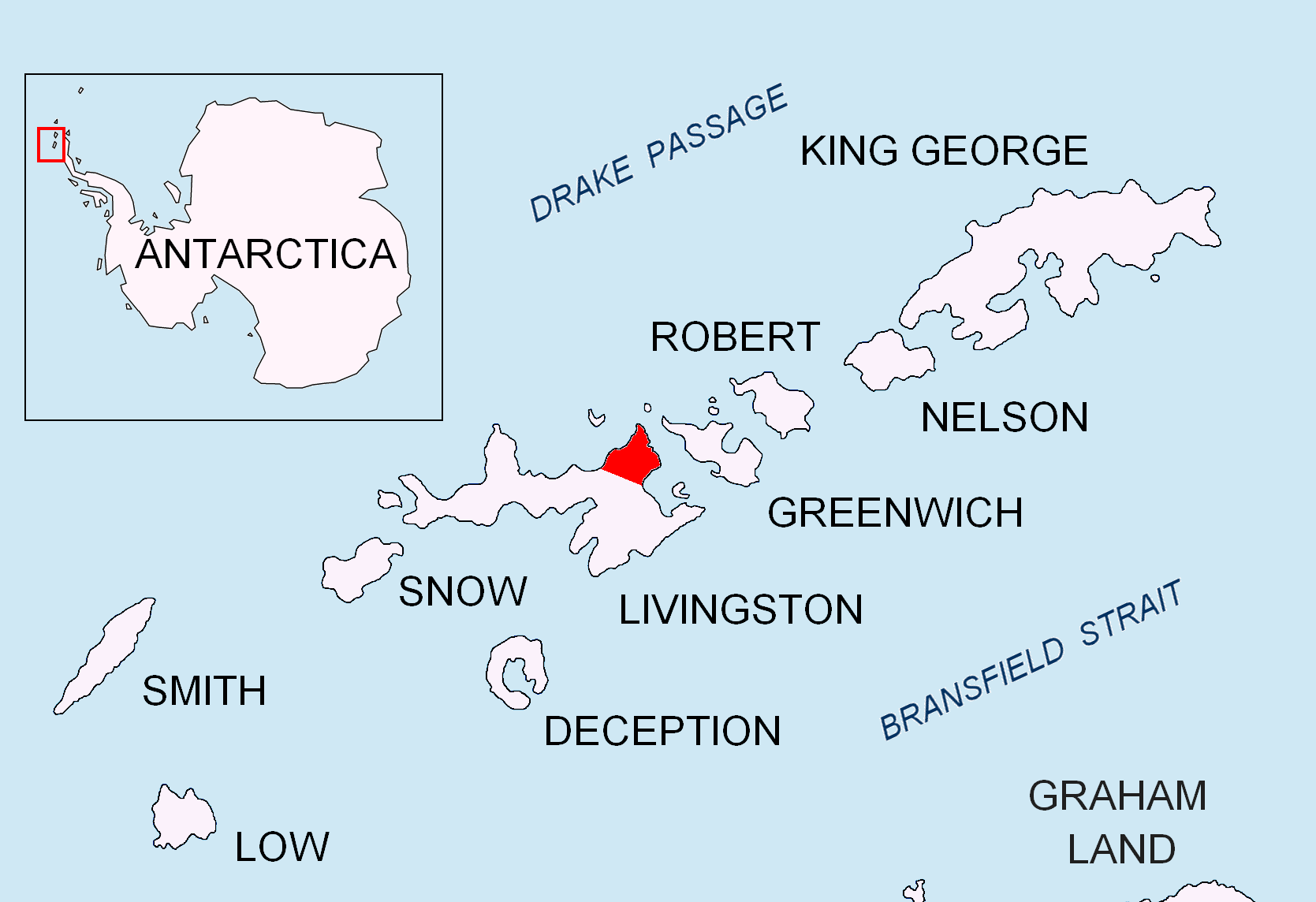
Розташування півострова Варна, острова Лівінгстон Південних Шетландських островів

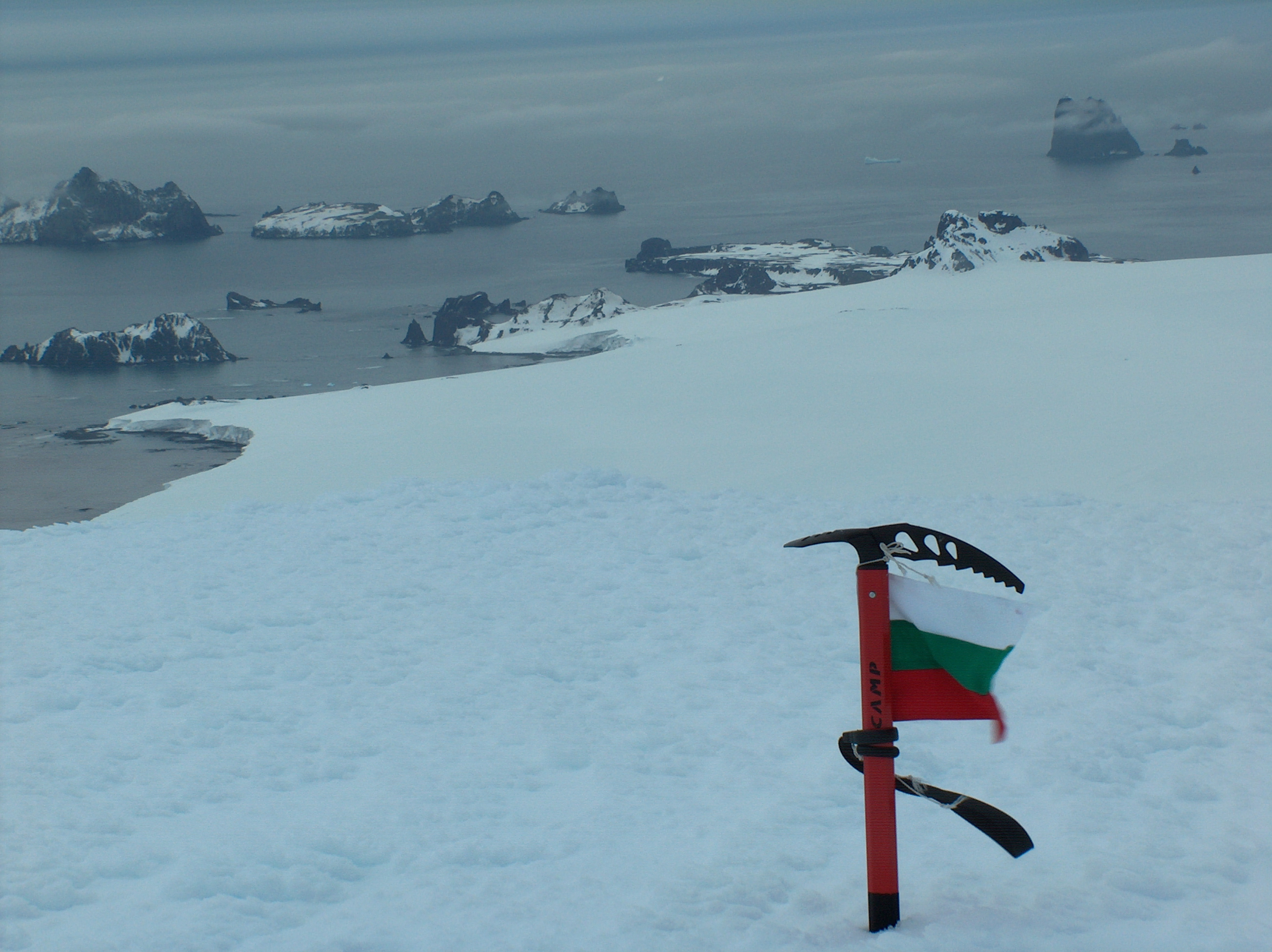
Мис Вільямса з піку Мізія, з островами Зед на задньому плані, островом Піраміди праворуч та островом Завала на передньому плані

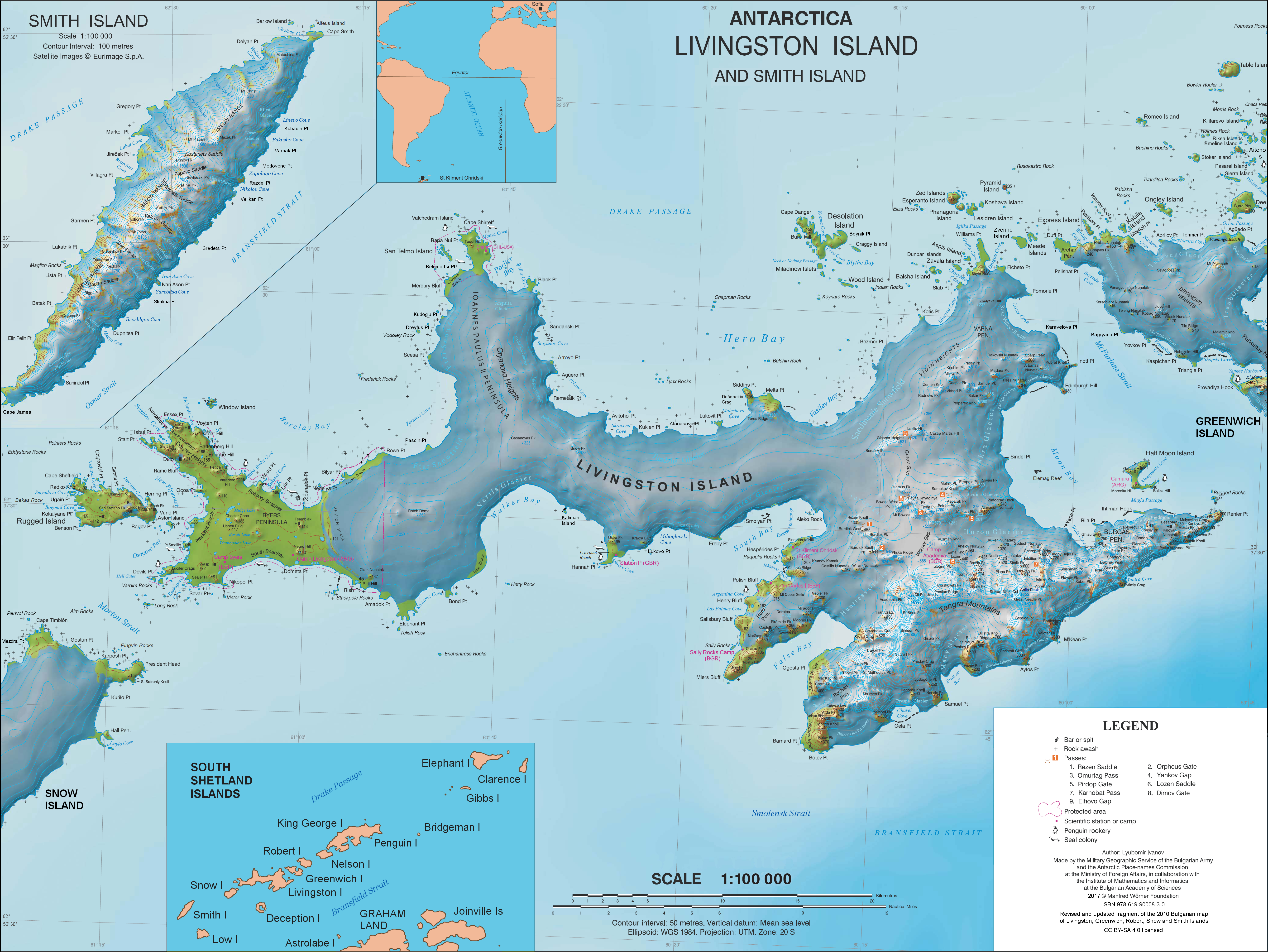
Топографічна карта острова Лівінгстон

Мис Вільямс — скелястий мис, що утворює північну кінцівку Варненського півострова і північно-східну частину острова Лівінгстон архіпелагу Південні Шетландські острови, Антарктида. Відокремлений від островів Зед на півночі Ігнацьким проходом.
Про відкриття Південних Шетландських островів вперше повідомив 1819 року Вільям Сміт, капітан брига Вільямса, який побачив цей мис 19 лютого того ж року. Видання 1820 року свідчить, що Вільям Сміт дав ім'я цьому мису.

## Географічне положення
Географічні координати мису: 62°27′08″ пд. ш. 60°08′11″ зх. д. / 62.45222° пд. ш. 60.13639° зх. д.. Мис лежить за 9,47  км на північ від вершини Мізії у Видинських висотах, за 8,8  км на схід від острова Спустошення, за 1,5  км на південь від островів Зед і за 5,5  км на захід від Дафф-Пойнт на острові Гринвіч. На карти мис наносили британці 1822 року, чилійці 1971, аргентинці 1980, іспанці 1991 і болгари 2005 і 2009 року.

## Карти
- Діаграма Південного Шетленда, включаючи острів Коронації, & c. [Архівовано 28 вересня 2013 у Wayback Machine.] від розвідки схилу Голуб у 1821 та 1822 роках командиром Джорджа Пауелла того ж. Масштаб приблизно. 1: 200000. Лондон: Лорі, 1822 рік.
- Південні Шетландські острови. [Архівовано 2 червня 2021 у Wayback Machine.] Масштаб 1: 200000 топографічна карта. DOS 610 аркуш W 62 60. Толворт, Велика Британія, 1968 рік.
- Isla Elefante і Isla Trinidad. Карта hidrográfico a escala 1: 500000 — 1: 350000. Вальпараїсо: Інститут гідрографіки де Армада де Чилі, 1971 рік.
- Острів Шетланд-дель-сюр-де-Ісла 25 де Майо та острів Лівінгстон. Карта hidrográfico a escala 1: 200000. Буенос-Айрес: Servicio de Hidrografía Naval de la Armada, 1980.
- Islas Livingston y Decepción. Map topográfico a escala 1: 100000. Мадрид: Servicio Geográfico del Ejército, 1991.
- С. Соккол, Д. Гілдеа та Дж. Бат. Острів Лівінгстон, Антарктида. [Архівовано 10 серпня 2008 у Wayback Machine.] Масштаб 1: 100000 супутникова карта. Фонд Омега, США, 2004 р.
- Л. Л. Іванов та ін., Антарктида: Острів Лівінгстон та острів Гринвіч, Південні Шетландські острови (від англійської протоки до протоки Мортон, з ілюстраціями та розповсюдженням крижаного покриву), топографічна карта масштабу 1: 100000, Комісія антарктичних топонімів Болгарії, Софія, 2005
- Л. Л. Іванов. Антарктида: Острови Лівінгстон і Гринвіч, острови Роберт, Сніг і Сміт. Масштаб 1: 120000 топографічна карта. Троян: Фонд Манфреда Вернера, 2010. ISBN 978-954-92032-9-5 (Перше видання 2009 р.) ISBN 978-954-92032-6-4)
- Антарктична цифрова база даних (ADD). [Архівовано 5 березня 2017 у Wayback Machine.] Масштаб 1: 250000 топографічна карта Антарктиди. Науковий комітет з питань антарктичних досліджень (SCAR). З 1993 р. Регулярно оновлюється та оновлюється.
- Л. Л. Іванов. Антарктида: острів Лівінгстон та острів Сміт. Масштаб 1: 100000 топографічна карта. Фонд Манфреда Вернера, 2017. ISBN 978-619-90008-3-0